# MAN vs. WILD
『MAN vs. WILD』（マン・ヴァーサス・ワイルド）は、ディスカバリーチャンネル供給のテレビ番組。イギリス人の著名な冒険家ベア・グリルスがホストを務める。日本ではディスカバリーチャンネルで「サバイバルゲーム MAN vs. WILD」の名称で放送されている。英国では2006年11月10日に放送を開始。計7シーズン放送された。勘違いされやすいが、「サバイバルドキュメンタリー」ではなく、「サバイバル術を見せるTVショー」である。

## 概要
各エピソードは、極限環境下にベアが降り立つところから始まる（飛行機・ヘリコプターや船から飛び降りるケースが多い）。特殊かつ厳しい環境下において、いかにして昼夜を生き残り、民家や道路などがある地域まで脱出することを目的としている。ただし、シーズン2以降からは、ヘリコプターの救出ポイントがゴールであったり、現地人の集落に途中で合流したり、様々なパターンが見られるようになった。
携行品は基本的にナイフ、水筒、フリント（発火石）、飯盒、腕時計、リュックサック、着衣、靴のみで、これらは全てのエピソードにおいて活躍を見せる。エピソードによってロープ、ピッケル、防寒着、手袋やスキーセットなども与えられ、逆にあえて裸足ということもあった（シーズン2:Castaway）。また、パイロット版のThe Rockiesではナイフやフリントを携行しておらず、石の破片で蛇を切り裂き、木片で火を起こす姿が見られる（その後もあえて原始的な火の起こし方を見せたエピソードがある）。スキーを履いてスタートしたシーズン1:European Alpsでは、積雪がなくなってからスキーブーツが歩行の妨げになった。
エピソード中、ベアは自身の置かれている状況や行動についてひっきりなしに説明を続け、また過去の遭難例やその要因について触れる。シリアスな説明だけでなく、ユーモアや名言などを混ぜることも多く、また際どいものを食した時の感想コメント（と表情）は人気がある。
2012年3月、ベア・グリルスと契約関係の問題などで、事実上、終了している。

## 撮影と演出
放送内容だけを見ると2泊3日程度に感じるが、実際には1週間から10日間ほどをかけて撮影されており、撮影前には飛行機等による偵察を行っている。更に偵察後、ベア自身が状況調査を行う為、現地で数日間を過ごし、地元の専門家に野生動物や植生の状態などについての聞き込みを行うという。
撮影にはカメラマンや音声スタッフなど数人が同行する。いくつかの演出と筋書きは事前に準備されており、ベア曰く「この番組はサバイバルの中でも最悪の状況からの生き残りをテーマにしている。だから演出は必須だね。だって、本当のサバイバルの原則は、”安全を確保し何もせずにレスキューを待て”なんだ。それではTVショーとしては成り立たない。僕は砂漠や鰐がいる湿地、急流などに放り込まれた場合に生き残る術を見せていきたい。その為、撮影前にはとても綿密な調査をしている。あそこにデカイ川がある、絶壁がある、岩場にうじゃうじゃ蛇がいた、ワニに注意、そんなことをよく調べておくんだ。何が起こるか80％は把握しておかないとまずいんだよ。」
さらに撮影中にポイントを移動することも多く、再びベアの言葉によると、「よりスペクタクルな映像を撮る為、ヘリコプターでスタッフ全員が大移動することもある。3週間前に現地入りした撮影クルーが事前に色んなポイントを調べてくれているんだ。”こっちの崖はつまんない、あっちの方がすげーぞ”ってね。」

## 議論
製作者サイドやベアの「ドキュメンタリーではない」という主張にもかかわらず、撮影時以外にベアが受ける様々なサポートはメディアの関心を引き、多くの議論がされてきた。パイロット版のThe Rockiesの冒頭で「この山脈のどこで降ろされるのか僕にはわからない。5日間でこのエリアから脱出するのがミッションだ。」「クルーからのサポートは受けない。」とのナレーションが入っている（2話からは削除）。また、いくつかのエピソードにおいて、体を張った危険なスタントを行っているが（例：底なし沼に踏み込む、氷河のクレバスに入る等）これらのスタント後にスタッフによるケアがあったことはベアも公言している。番組中にカメラマンに話しかけ、手を借りたり（貸すことも）、道具を受け取ったりするシーンなども放送されている。
実際に撮影が行われたポイントに行き、現地が全く危険でも孤立してもいないことを証明する動画をネット上にアップロードした者がおり、また元スタッフから過剰な演出（例：噴煙の代わりにスモークを焚いた、飼い馴らされた馬を野生馬扱いした等）を暴露されたこともある。

## リアリティ
サポートを受けているとはいえ、ベアの体を張った数々のチャレンジは、一歩間違えば大怪我をしたり生死に関わるような危険なものが多い。特に命綱をつけずに険しい地形を走破、昇降することは転落、滑落の危険を常に伴い、何度も死にかけている。また昆虫類、爬虫類、両生類等を躊躇なく生で食べるだけでなく、肉食獣が食べ残した死肉に噛り付く、象の糞を絞ったり、ラクダの死体の腹腔内の水分を啜るといった過激なサバイバル行為は、ごまかしの出来ないリアリティを含んでいる。本来の目的の一つであるサバイバルテクニックの紹介も多く、携行品のナイフや水筒等の効果的な使用法はもちろんのこと、動物の死体や樹木、靴紐や衣類などの活用法についてもわかりやすく実演してくれる。また、普通ではとても辿り着くことが出来ない僻地や絶景も数多く紹介され、様々な野生生物にもベアを通して（主に獲物としてだが）生々しく触れることが出来る。

## エピソード一覧
シーズン1（パート1） 2006年10月27日 - 2006年12月29日
- 1. The Rockies （パイロット版として放送）
- 2. Moab Desert
- 3. Costa Rican Rainforest
- 4. Alaskan Mountain Range
- 5. Hawaii:Mount Kilauea
- 6. Sierra Nevada
- 7. African Savannah
- 8. European Alps
- 9. Hawaii:Desert Island

シーズン1（パート2） 2007年6月15日 - 2007年7月20日
- 10. Everglades
- 11. Iceland
- 12. Mexico:Copper Canyon
- 13. Kimberly.Australia
- 14. Ecuador
- 15. Scotland:Cairngorms

シーズン2（パート1） 2007年11月9日 - 2007年12月21日
- 16. Sahara
- 17. Desert Surviver
- 18. Panama
- 19. Jungle
- 20. Patagonia
- 21. Andes Adventure
- 22. Bear Eats

シーズン2（パート2） 2008年5月2日 - 2008年6月6日
- 23. Zambia
- 24. Namibia
- 25. Castaway.Part1
- 26. Castaway.Part2
- 27. Siberia.Part1
- 28. Siberia.Part2

シーズン3（パート1） 2008年8月6日 - 2008年9月17日
- 29. Baja Desert
- 30. Deep South
- 31. Ireland
- 32. South Dakota

シーズン3（パート2） 2009年1月12日 - 2009年2月23日
- 33. Belize
- 34. Yukon
- 35. Oregon
- 36. Dominican Republic
- 37. Turkey
- 38. Romania

シーズン4（パート1） 2009年6月2日 - 2009年9月23日
- 39. Arctic Circle
- 40. Alabama
- 41. Vietnam
- 42. Texas Desert
- 43. Alaska

シーズン4（パート2） 2010年1月6日 - 2010年2月17日
- 44. Pacific Island
- 45. China
- 46. Big Sky Country
- 47. Guatemala
- 48. Urban Survivor
- 49. North Africa

シーズン5 2010年6月19日 - 2010年9月22日
- 50. WESTERN PACIFIC
- 51. NORTHERN AUSTRALIA
- 52. CANADIAN ROCKIES
- 53. REPUBLIC OF GEORGIA
- 54. FAN VS. WILD
- 55. EXTREME DESERT

シーズン6 2011年2月17日 - 2011年3月16日
- 56. ARIZONA SKY ISLANDS
- 57. CAPE WRATH, SCOTLAND
- 58. NORWAY: EDGE OF SURVIVAL
- 59. BORNEO JUNGLE
- 60. MALAYSIAN ARCHIPELAGO
- 61. Global Survival Guide

シーズン7 2011年7月11日 - 2011年8月26日
- 62. NEW ZEALAND: SOUTH ISLAND
- 63. ICELAND: FIRE AND ICE
- 64. RED ROCK COUNTRY
- 65. LAND OF THE MAORI
- 66. WORKING IN THE WILD

※タイトルと日付は英国での放送のもの

サバイバル・ゲーム（MAN vs. WILD）以下、日本放送順
S1
- 1 ロッキー山脈
- 2 アルプス
- 3 ジャングル
- 4 砂漠
- 5 ネバダ山脈
- 6 アラスカ
- 7 ハワイの火山
- 8 太平洋
- 9 サバンナ
- 10 大湿地帯
- 11 アンデス山脈
- 12 オーストラリア
- 13 メキシコ
- 14 アイスランド
- 15 スコットランド

S2
- 1 サハラ砂漠前編
- 2 サハラ砂漠後編
- 3 パナマ前編
- 4 パナマ後編
- 5 パタゴニア前編
- 6 パタゴニア後編
- 7 サバイバルグルメ
- 8 シベリア前編
- 9 シベリア後編
- 10 ナミビア
- 11 ザンビア
- 12 無人島前編
- 13 無人島後編

S3
- 1 バハ カリフォルニア
- 2 アメリカ南部大湿地帯
- 3 アイルランド
- 4 サウスダコタ
- 5 アラスカ ユーコン
- 6 トランシルバニアの森
- 7 トルコ アナトリア高原
- 8 ベリーズのジャングル
- 9 ドミニカ無人島
- 10 ヘルズ峡谷
- 11 サバイバル術1
- 12 サバイバル術2

S4
- 1 アラバマ
- 2 北極圏
- 3 ベトナム
- 4 テキサスの砂漠
- 5 アラスカ チュガッチ山脈
- 6 撮影秘話1
- 7 太平洋の無人島
- 8 モンタナ
- 9 中国
- 10 グアテマラ
- 11 廃墟の街
- 12 カナディアンロッキー
- 13 撮影秘話2

S5
- 1 北アフリカ
- 2 ベアベスト25
- 3 グルジア
- 4 パプアニューギニア
- 5 オーストラリア北部
- 6 モハベ砂漠
- 7 ファンも一緒にサバイバル
- 8 撮影秘話3

S6
- 1 アリゾナのスカイアイランド
- 2 ボルネオのジャングル
- 3 マレーシア
- 4 サバイバル術復習
- 5 ニュージーランド南島
- 6 ニュージーランド北島
- 7 ギレンホールもサバイバル
- 8 アイスランドの氷河
- 9 ワイルドウエスト
- 10 撮影秘話4

番外編(順不同)
- 空からエベレストへ

Bear Grylls: MISSION EVEREST
- 生き残りの秘訣

Bear Grylls: How to Stay Alive  
- 冒険の日々

Bear Grylls: Day In The Life
- 名場面集

Man Vs. Wild: Bear's Essentials  
- グルメ総集編

Bear Grylls: Fine Dining 
- オバマ大統領とサバイバル

Running Wild With Bear Grylls :Obama Special

## 映像ソフト
7シーズン、全てがDVD化され国内でも販売・レンタルされている。字幕はDVD形式でON/OFF可能。シーズン毎に話数が違うのでDVD巻数も違う。